# Hans Marchand
Hans Marchand (* 1. Oktober 1907 in Krefeld; † 13. Dezember 1978 in Genua) war ein deutscher Sprachwissenschaftler.

## Leben
Er studierte Romanistik, Anglistik und Latein an den Universitäten Wien, Paris und Köln und war Hochschullehrer in Istanbul (mit seinem Lehrer Leo Spitzer), an der Yale University, am Bard College und von 1957 bis 1973 an der Eberhard-Karls-Universität Tübingen. Er publizierte Arbeiten über sprachliche Phänomene in verschiedenen Sprachen, darunter Englisch, Französisch, Türkisch und Italienisch. Bekannt geworden ist er jedoch für sein Werk zur Wortbildung in der Englischen Sprache. Marchand begründete in den 1960er Jahren die linguistische Tübinger Schule und beeinflusste eine Zahl von Sprachwissenschaftlern wie etwa Leonhard Lipka, welche weiterhin als Vertreter seiner Theorien gelten.

## Veröffentlichungen (Auswahl)
- The Categories and Types of Present Day English Word-Formation. C. H. Beck, München 1969.
- Studies in syntax and word-formation. Selected articles on the occasion of his 65th birthday on October 1st, 1972 (= Internationale Bibliothek für allgemeine Linguistik, Bd. 18). Fink, München 1974.